# Нетипичан
Нетипичан (енгл. Atypical) америчка је телевизијска серија коју је створила Робија Рашид за Netflix. Радња се одвија у Конектикату и прати живот 18-годишњег Самјуела „Сема” Гарднера, који има аутизам. Серија је приказивана од 11. августа 2017. до 9. јула 2021.
Прва сезона је добила углавном позитивне рецензије критичара, уз критике услед недостатка глумаца са аутизмом и нетачности при опису аутизма. Друга сезона садржи знатно већи број глумаца и сценариста са аутизмом, дајући им прилику да раде и представљају своју заједницу, а заузврат је добила позитивне критике. Трећа сезона је наставила овај позитиван развој и добила изузетно позитивне критике.

## Радња
Након што тинејџер с поремећајем из спектра аутизма одлучи да пронађе девојку, његов захтев за већом самосталношћу подстакне читаву породицу на разоткривање самих себе.

## Улоге
| Глумац            | Улога         |
| ----------------- | ------------- |
| Кир Гилкрист      | Сем Гарднер   |
| Џенифер Џејсон Ли | Елса Гарднер  |
| Бриџет Ланди Пејн | Кејси Гарднер |
| Ејми Окуда        | Џулија Сасаки |
| Мајкл Рапапорт    | Даг Гарднер   |
| Ник Додани        | Захид Раџа    |

## Епизоде
| Сезона | Сезона | Епизоде | Епизоде | Оригинална објава  | Оригинална објава  |
| ------ | ------ | ------- | ------- | ------------------ | ------------------ |
|        | 1.     | 8       | 8       | 11. август 2017.   | 11. август 2017.   |
|        | 2.     | 10      | 10      | 7. септембар 2018. | 7. септембар 2018. |
|        | 3.     | 10      | 10      | 1. новембар 2019.  | 1. новембар 2019.  |
|        | 4.     | 10      | 10      | 9. јул 2021.       | 9. јул 2021.       |